# باشگاه فوتبال همبل
باشگاه فوتبال همبل (به انگلیسی: GE Hamble Football Club) یک باشگاه فوتبال در شهر همبل دو رایس، کشور انگلستان است که در سال ۱۹۳۸ میلادی تأسیس شده است.